# 丁瑜
丁瑜（1946年7月—），女，汉族，福建福州人，中华人民共和国政治人物，曾任三明市人民政府副市长，三明市人大常委会副主任，第九、十届全国政协委员。